# Arnoul et Simon Gréban
Arnoul et Simon Gréban sont des auteurs dramatiques français, nés au XVe siècle.

## Biographie
On ne sait presque rien de la vie de ces deux frères, qui soutinrent avec éclat le genre des mystères, dans sa dernière période. Arnoul devint, vers 1450, chanoine de l’église du Mans, organiste à Notre-Dame de Paris et maître du chœur (professionnel) de cette cathédrale, ainsi que professeur de théologie à l’université de Paris. Simon, moine de Saint-Riquier (Ponthieu), fut secrétaire de Charles d'Anjou, comte du Maine. C’est ce qui fait que Clément Marot, qui aime à réunir les deux frères « au bien résonant style », a pu dire (Épigramme 223) : 

« Les deux Gresban ont le Mans honoré. »

## Œuvres
Arnoul Gréban est l’auteur de pièces religieuses.
La plus significative est sans doute Le Mystère de la Passion.
Cette pièce a été jouée, pense-t-on, pour la première fois à Paris vers 1450. Elle a ensuite été adaptée plusieurs fois : en 1452 les échevins d'Abbeville en achetèrent un manuscrit, pour une représentation en 1455 ; Jehan Michel l'adaptera pour une représentation à Angers en 1486 ;  pour La Passion de Troyes à Troyes, vers 1490 ; les citoyens d'Amiens vont combiner ces deux versions pour réaliser La Passion d'Amiens, en 1500 ; les échevins de Mons, à leur tour, montèrent ce mystère qui devient La Passion de Mons en 1501 ; les textes de Gréban et Michel sont à nouveau combinés à Paris en 1507 pour former La Passion Cyclique ; La Passion de Chateaudun, en 1510, vient probablement d'un texte semblable ; et deux Passions de Valenciennes en 1547 et 1549 se sont inspirées de tous leurs précédents,.
Le Mystère de la passion compte 35 000 vers divisés en prologue et quatre journées ; il met en scène 224 personnages. Il part de l’évocation du péché originel qui condamne l’humanité ; puis des personnages allégoriques évoquant la promesse d’un Messie ; sont ensuite rappelés tous les épisodes de la vie du Christ ; les personnages allégoriques reviennent enfin et tirent la moralité de la pièce.
Jean Michel (ou Jehan Michel), le gendre d’Arnoul Gréban, a contribué à cette œuvre et l’a poursuivie, en l’enrichissant notamment par des dialogues plus accentués et des ripostes plus vives.
Simon Gréban, quant à lui, est l’auteur du Mystère des actes des apôtres (1465).
Arnoul passe pour avoir coopéré au mystère le Triomphant mystère des actes des Apostres, translaté fidèlement de la vérité historiale, ordonné par personnages de son frère Simon. Ce mystère se maintint au théâtre près d'un siècle, malgré les difficultés qu'implique sa mise en scène : il ne comporte pas moins de quatre-vingt mille vers et le répertoire des personnages en contient quatre cent quatre-vingt-cinq. On le voit encore représenté à Bourges le 30 avril 1536. Une Relation de l’ordre de la triomphante et magnifique monstre a été conservée (Bourges, 1836, in-8°).
Le Mystère des actes des Apostres, qui fut réimprimé à Bourges vers le même moment (1540, en 2 vol. in-4 gothique), eut un certain nombre d’éditions avec corrections Paris.
Les deux frères, Simon plus particulièrement, ont composé également divers poèmes, des complaintes et élégies.

## Anecdote
Deux rues respectivement à Compiègne et au Mans portent le nom de "Rue des frères Gréban" les liant à jamais.